# Касандрия
Вижте пояснителната страница за други значения на Касандра.
Касандрия (на старогръцки: Κασσάνδρεια, до 1955 Βάλτα, Валта, до 1964 година Κασσάνδρα, Касандра) е градче на полуостров Касандра (Палене) на Халкидически полуостров в регион Централна Македония, Гърция. Касандрия е най-голямото селище на полуостров Касандра и е център на дем Касандра.

## История

### Античност
Древният град Касандрия е основан през 316 г. пр. Хр. от дидиадохския цар Касандър на територията на бившия град Потидеа (днес Неа Потидеа) на провлака на полуостров Касандра. Населението на този новооснован град е взето в по-голямата му част от жителите на бивша Потидеа и от разрушения от Филип II Македонски през 348 година пр. Хр. Олинт.
По времето на Елинистическата епоха Касандрия е един от най-важните градове на Древна Македония. По времето на Римската империя градът има статус на римска колония по италийско право (ius Italicum) и е почти напълно освободен от данъци. От времето на Август градът носи името Colonia Iulia Augusta Cassandrensis.

### Средновековие
През 539/540 година Касандрия, вече част от Източноримската империя, е завладяна и разрушена от славяните. През 1204 година Касандрия след падането на Константинопол в четвъртия кръстоносен поход е част от кръстоносната държава Кралство Солун. През 1224 г. територията е завладяна от Деспотат Епир. През 40-те години на XIII век територията е завладяна от Никейската империя. През началото на XIV век Каталанската компания за кратко се установява в Касандра и в Касандрия, преди да тръгне към Херцогство Атина и Касандрия отново попада във Византия. През средата на XIV век сръбският крал Стефан IV Урош Душан e за кратко владетел на Касандрия; след неговата смърт през 1355 година и последвалото разпадане на Голямото Сръбско царство Касандрия е отново обратно на Византия. През 1389 година Османската империя завладява Солун и територията му и Касандрия. През 1392 година Византийската империя успява да я завладее отново само за около 30 години. През 1423 година Касандрия с целия полуостров Касандра и град Солун попадат на Венеция, която трябва да защитава както Солун така и Касандра против Османската империя. С падането на Солун през 1430 година полуостров Касандра и територията на днешното село Касандрия са завладени от османската войска и стават част от Османската империя.

### В Османската империя
През XVI век градът е новооснован с името Валта, блата. През 1821 година по време на Гръцата война за независимост във Валта се оттеглят въстаниците след разгрома пред Солун. През ноември 1821 година османската армия успява да пресече канала на Потидея и да завоюва Касандрия и други селища. Въстаниците бягат в Средна Гърция и на Спорадите. Селището е разрушено напълно от османската войска, но бързо се възстановява, след като в него се заселват жителите на околните разрушени села. Градчето все още пази традиционната архитектура от XIX век. В 1850 година са построени църквата „Свети Атанасий“ и катедралният храм на Касандрийската епархия „Рождество Богородично“.
Александър Синве („Les Grecs de l’Empire Ottoman. Etude Statistique et Ethnographique“) в 1878 година пише, че във Валта (Valta), Касандрийска епархия, живеят 960 гърци. Към 1900 година според статистиката на Васил Кънчов („Македония. Етнография и статистика“) във Валта, което е мюдюрлук, живеят 800 жители гърци християни.
По данни на секретаря на Българската екзархия Димитър Мишев („La Macédoine et sa Population Chrétienne“) в 1905 година във Валта (Valta) има 775 гърци.

### В Гърция
В 1912 година по време на Балканската война във Валта влизат гръцки войски и след Междусъюзническата война в 1913 година градчето остава в Гърция.
| Име    | Име    | Ново име | Ново име | Описание                              |
| ------ | ------ | -------- | -------- | ------------------------------------- |
| Мартеш | Μαρτές | Псилома  | Ψήλωμα   | възвишение на СЗ от Касандрия         |
| Байла  | Μπαϊλα | Корфула  | Κορφούλα | възвишение на СЗ от Касандрия (108 m) |
| Бара   | Μπάρα  | Ливадаки | Λιβαδάκι |                                       |

## Личности
Родени в Касандрия
- Вениамин Амидски (1849 – 1907), гръцки духовник
- Григорий Епифаниу (? – 1837), гръцки духовник
- Христодул Симонис (? – 1777), новомъченик